# Bulhar (cratera)
Bulhar é uma cratera marciana. Tem como característica 18.7 quilômetros de diâmetro. Deve o seu nome a Bulhar, uma localidade da Somália.